# Circuito de Snetterton

Mapa del trazado actual de Snetterton.

Snetterton Motor Racing Circuit es un autódromo de la localidad de Snetterton, condado de Norfolk en Inglaterra, Reino Unido de Gran Bretaña e Irlanda del Norte. Es sede habitual de los campeonatos británicos de turismos, gran turismos, Fórmula 3 y Superbikes. En Snetterton se celebraron anteriormente carreras de Gran Premio y de Fórmula 2.
El circuito se usó por primera vez en el año 1951, aprovechando las pistas de aterrizaje de una base aérea de la Royal Air Force. En la década de 1970, el circuito se acortó de 4300 a 3100 metros. La chicana final también se añadió en esa década, para reducir la velocidad final en la recta principal. En 2004, MotorSport Vision compró las instalaciones. En 2011 se estrenó un nuevo sector mixto, por lo que el circuito completo tiene una longitud de 4779 metros.